# Архиепископија сјеверноамеричка
Архиепископија сјеверноамеричка органски је дио Антиохијске патријаршије.
Патријарашки викар је господин Силуан, а сједиште архиепископије се налази у Њујорку.

## Историја
Први православни антиохијски епископ хиротонисан у Сјеверној Америци је био Рафаил Бруклински, под јурисдикцијом Руске православне цркве. Њега је 1904. рукоположио епископ Тихон (Белавин), каснији патријарх московски, како би предводио сиријско-арапско мисионарење. Синод Православне цркве у Америци је епископа Рафаила прогласио за светитеља у марту 2000.
Након смрти епископа Рафаила (27. фебруар 1915) и Октобарске револуције (1917) сиријско-арапски чланови Православне цркве у Сјеверној Америци су дјелимично ушли у састав руске Сјеверноамеричке митрополије, а дјелимично под непосредну јурисдикцију Антиохијске патријаршије. Од тада је трајао раскол арапског православља на сјеверноамеричком континенту.
Дана 24. јуна 1975. митрополит Филип (Салиба), поглавар антиохијске Архиепископије њујоршке, и митрополит Михаил (Шахин), поглавар Архиепископије толидске, потписали су документ о успостави административног јединства између антиохијских православаца у САД и Канади. Дана 19. августа 1975. документ је потврдио Синод Антиохијске патријаршије.
Дана 9. октобра 2003. Свети синод Антиохијске патријаршије је одобрио захтјев Архиепископије сјеверноамеричке за добијање црквене самоуправе. Архиепископија је реорганизована, викарни епископи су узвишени на степен епархијских, основане су нове епархије.

## Организација
Архиепископија сјеверноамеричка је организована у девет епархија, а Епархија њујоршка и вашингтонска (енгл. Diocese of New York and Washington, DC) архиепископско је сједиште.
Након смрти поглавара Филипа (Салибе), архиепископа њујоршког и митрополита сјеверноамеричког, патријарашки намјесник антиохијске Архиепископије сјеверноамеричке је митрополит буеносајрески и све Аргентине Силуан (Муса).
Антиохијска архиепископија је члан Скупштине канонских православних епископа Сјеверне и Централне Америке (раније Сталне конференције канонских православних епископа у Америкама).